# Tryggelev
Tryggelev er en by på Langeland, beliggende 9 km nord for Bagenkop og 17 km syd for Rudkøbing. Byen hører til Langeland Kommune og ligger i Region Syddanmark. Tryggelev havde i 2009 200 indbyggere og opfyldte dermed lige netop kriteriet for at være en by, men siden har befolkningstallet ligget lavere.
Tryggelev hører til Tryggelev Sogn, og Tryggelev Kirke ligger i byen. Vest for byen ligger det fredede fuglereservat Tryggelev Nor.

## Historie
Bynavnet forekommer i den gamle form Thruggeleue.
Tryggelev bestod i 1682 af 25 gårde, 4 huse med jord og 15 huse uden jord. Det samlede dyrkede areal udgjorde 695,2 tønder land skyldsat til 139,19 tønder hartkorn. Tryggelev var i virkeligheden 4 mere eller mindre integrerede byer: Nørreballe, Sønderballe, Østerballe og Kinderballe, skønt de enkelte bebyggelser lå indbyrdes adskilte. Tryggelev ejerlav bestod af 7 vange, hvoraf 3 blev sået årligt, 4 havde rotationen 2/2. Reelt var der tale om to hovedvange med rotationen 2/2, to andre hovedvange brugt årligt samt 3 vange med uregelmæssig brug. Det hed således om Østerskovs vang, at den største del lå til græsning og ikke blev brugt til agerjord.

### 1800-tallet
Tryggelev havde fattiggården for Tryggelev-Fodslette og Humble på skellet mellem de to sognekommuner. Den blev opført i 1880 og havde plads til 40 fattiglemmer. I slutningen af 1800-tallet havde Tryggelev desuden lægebolig, kro, købmandsforretning, fællesmejeri og telefoncentral.

### Jernbanen
Tryggelev havde station på Langelandsbanen (1911-62). Stationsbygningen, der blev tegnet af arkitekt Helge Bojsen-Møller, er bevaret på Jernbanevej 7.

### Skolen
Tryggelev Skole blev opført i 1961. Efter at være ophørt som folkeskole har den senest været brugt som skole for asylansøgere 2013-15. Nu står den til nedrivning fordi der er konstateret skimmelsvamp.